# Walka mieszkańców Pragi ze Szwedami na moście Karola w 1648 roku
Walka mieszkańców Pragi ze Szwedami na moście Karola w 1648 roku (czes. Boj Pražanů se Švédy na Karlově mostě roku 1648) – diorama namalowana w 1891 roku, znajdująca się w Zrcadlové bludiště (Labiryncie Luster) na wzgórzu Petřín w Pradze. Autorami obrazu są czescy malarze Adolf Liebscher, Karel Liebscher i Vojtěch Bartoněk, zaś sztafażu czeski ilustrator i scenograf Karel Štapfer.

## Opis
Diorama o powierzchni 80 m², będąca największym obrazem w Pradze i jednym z największych w Czechach, została namalowana na pojedynczym kawałku płótna sprowadzonym z Holandii. Ciekawostką jest to, że z tego samego płótna skorzystał później czeski grafik i malarz Alfons Mucha, tworząc swoją Epopeję słowiańską. Obraz wystawiono w pawilonie Klubu Czeskich Turystów na Wystawie Jubileuszowej w Pradze w 1891 roku. Następnie cały pawilon przeniesiono na wzgórze Petřín i w pełni otwarto dla zwiedzających 1 maja 1892 roku. 
Diorama przedstawia scenę, która miała miejsce w czasie oblężenia Pragi w 1648 roku, podczas wojny trzydziestoletniej. Armia szwedzka podjęła próbę zdobycia Starego Miasta przez most Karola, ale dzięki bohaterskiemu oporowi studentów i profesorów (szczególnie wyróżnił się Jiří Plachý) z kolegium jezuickiego Clementinum, stolica Królestwa Czech została obroniona. Niezwykle dynamiczna scena bitewna, namalowana przez autorów w ciągu 50 dni, uderza swoją dokładnością, bowiem obiekty przedstawiono w formie, w jakiej istniały w okresie wojny trzydziestoletniej. Uwagę zwraca uszkodzony krzyż po prawej stronie i głowa Chrystusa leżąca na środku mostu. Dodatkowo niektóre detale dzieła są plastikowe, a ćwieki na ubraniach i zbrojach Szwedów na pierwszym planie są prawdziwe, a nie namalowane. 
Obraz był w przeszłości wielokrotnie restaurowany – ostatni raz w latach 2015–2019. Poprawiono zagrożone warstwy kolorów w dolnych partiach dzieła, zabezpieczono i naprawiono pęknięcia na górnej krawędzi malowidła, odsłonięto oryginalne otwory wentylacyjne, oczyszczono i zabezpieczono drewnianą konstrukcję nośną obrazu. Dodatkowo dzieło zostało oczyszczone na całej powierzchni, a cztery wcześniejsze przemalowania nieba zostały usunięte. Ponadto na obrazie znajdowało się 96 małych pęknięć i wyszczerbień spowodowanych uderzeniem monet. Jedna moneta pozostała uwięziona między oryginalnym płótnem a starszym, pełnopowierzchniowym podkładem. Poszczególne uszkodzenia zostały uszczelnione i poprawione, a na koniec nałożono lakier ochronny. Całość prac kosztowała 1,8 miliona koron czeskich.